# La Crime
Pour les articles ayant des titres homophones, voir La Crim' et Lacrim.
Pour plus de détails, voir Fiche technique et Distribution.
La Crime est un film français réalisé par Philippe Labro, sorti en 1983.

## Synopsis
Un célèbre avocat d'affaires, Me Antoine d'Alins, est abattu de deux balles en plein Palais de justice. Le commissaire Martin Griffon (Claude Brasseur), de la brigade criminelle (« la crime »), est chargé de l'enquête et, après avoir longtemps hésité, collabore avec une journaliste, Sybille Berger (Gabrielle Lazure) tout en étant surveillé par le contrôleur de la police Jean-François Rambert (Jean-Claude Brialy), tandis que la maîtresse de Me Antoine d'Alins, Suzy Thomson (Dayle Haddon) est assassinée à son tour alors qu’elle allait faire des révélations à la journaliste. L’enquête mènera Martin Griffon dans les hautes sphères de l’État jusqu’au ministre des Transports (Jean-Louis Trintignant), beau-frère de Me Antoine d'Alins, qui voulait le soudoyer pour faire obtenir un marché public très important à l’homme d'affaires Avram Kazavian (Robert Hirsch).

## Fiche technique
- Titre : La Crime
- Réalisation : Philippe Labro, assisté de Michel Thibaud et Pascal Deux
- Scénario : Philippe Labro, Jean-Patrick Manchette et Jacques Labib
- Production : Françoise Galfré
- Musique : Reinhardt Wagner
- Photographie : Pierre-William Glenn
- Montage : Thierry Derocles
- Costumes : Catherine Leterrier
- Jean-Claude Brialy est habillé par Smalto
- Sociétés de production :  Films A2 et T. Films
- Société de distribution : UGC
- Pays de production :  France
- Format : Couleurs
- Genre : romance, thriller
- Durée : 103 minutes
- Date de sortie :
  - France : 23 août 1983

## Distribution
- Claude Brasseur : le commissaire Martin Griffon
- Jean-Claude Brialy : le contrôleur Jean-François Rambert
- Gabrielle Lazure : Sybille Berger
- Jean-Louis Trintignant : Christian Lacassagne, ministre des transports
- Dayle Haddon : Suzy Thomson, alias D'Annunzio
- Robert Hirsch : Avram Kazavian
- Luc-Antoine Diquéro : Antoine Gomez, le jeune de « la Crime »
- Jacques Dacqmine : Me Antoine d'Alins
- Daniel Jégou : Philippe d'Alins
- Yves Beneyton : Millard, directeur de cabinet du ministre de l'Intérieur
- Robert Cantarella : un homme de « la Crime »
- Dominique Constanza : Lucienne Rambert
- Jean-Pierre Dravel : un homme de « la Crime »
- Philippe Tansou : un homme de « la Crime », chevelu et moustachu
- Charlie Nelson : le tueur aux bottes
- Bernard Tixier : le tueur "qui craint"
- Alain Mercier : un observateur
- Jacques Bondoux : un observateur
- Philippe Landoulsi : un homme de « la Crime »
- Christiane Millet : l'avocate stagiaire
- Jean-Claude Binoche : l'adjoint de Millard
- Dominique Bony
- Gilles Galliot
- Yves Barsacq : le rédacteur en chef (voix, non crédité)